# Банская епархия
Банская епархия (груз. ბანას ეპარქია) — одна из старейших исторических епархий Грузинской православной церкви. Основанная в конце IX -— начале X веков, епархия находилась в юго-западной части Грузии, территория которой сегодня принадлежит Турции. Высшие священнослужители епархии носили титулы Банели.

## История
Собор Бана расположенный в исторической провинции Тао (в современном селе Пеняк, Турция), был культурным и религиозным центром епархии. Основанная, по сообщению грузинского историка XI века Сумбата Давитисдзе, царем Адарнасе (888–923 гг.), епархия возникла при участии Квирике Банели, ставшим ее первым епископом.
Центром Банской епархии была деревня Бана, расположенная в историческом Тао, на территории современной Турции, в 1,5 км от Пеняк, на правом берегу реки Пеняк-чай (груз. Банис-цкали) в бассейне реки Чорох.
Литературная активность в Бане была значительной, но многие грузинские рукописи не сохранились из-за постоянных нападений турок и перехода этих земель под турецкое владычество. Известен лишь «типик монастыря св. Саввы Освященного», скопированный в 1511 году монахом Банского монастыря Иоаном Джакели.
В старинном документе из начала XVI века под названием «подчиненные каталикозу первосвященники и приходы в Самцхе-саатабаго» границы епархии Бана были описаны следующим образом: «приход Банели: вся Бана, Таоскари, Панаскерти, ущелье Гаризы, весь Олтиси, Намуракани».
В середине XVIII века епархия Бана опустела и больше не была восстановлена. Ее величественный храм сохранился до середины XIX века, во время Крымской войны (1853-1856 гг.) турки превратили его в крепость. Сражения между русскими и турецкими войсками нанесли серьезный ущерб храму, ускорив его разрушение.

## Епископы
Информация о Банских епископах практически не сохранилась, известны лишь некоторые из их имена:
| Епископы             | даты                      |
| -------------------- | ------------------------- |
| Квирике              | конец IХ — начало X века  |
| Асат «патриарх»      | последняя четверть X века |
| Захарии Валашкертели | 20-е годы XI века         |
| Иоване               | XI век — до 1028 года     |
| Иларион              | 1028 — 1033 гг.           |